# Clan MacRae
Pour les articles homonymes, voir MacRae.
 (février 2023).
Si vous disposez d'ouvrages ou d'articles de référence ou si vous connaissez des sites web de qualité traitant du thème abordé ici, merci de compléter l'article en donnant les références utiles à sa vérifiabilité et en les liant à la section « Notes et références ».

Emblème du clan MacRae.

Le clan MacRae est un clan écossais des Highlands.
Le clan ne possède plus de chef et n'a pas de tartan propre. Le château d'Eilean Donan, racheté et reconstruit par John MacRae-Gilstrap au début du XXe siècle, est considéré comme étant le siège du clan.